# Lake Havasu City
Lake Havasu City je město v okrese Mohave County ve státě Arizona ve Spojených státech amerických.
K roku 2010 zde žilo 55 657 obyvatel. S celkovou rozlohou 111,6 km² byla hustota zalidnění 376,2 obyvatel na km².